# Carlo III Malatesta de Sogliano
Carlo III Malatesta de Sogliano (Rímini, 1567 - Legnano, 1628) fou fill de Corneli Malatesta de San Giovanni. Comte sobirà de Sogliano el 1591 (el 1593 va associar al seu cosí Semproni Malatesta de Sogliano), comte de Pondo (el 1593 en va cedir la meitat a Semproni), comte de Talamello, comte de la meitat de San Giovanni in Galilea, senyor de Montegelli, Rontagnano, Savignano di Rigo, Pietra dell'Uso, Montepetra, Seguno, Pratolina, Rufiano, Meleto, Sapeto, Cigna, Bucchio, Pozzuolo Vallenzera, Sassetta i Soasia, i senyor d'un terç de Spinello i Strigara. Fou confirmat en les seves possessions per sentència de la cambra apostòlica del 8 de juliol del 1600. Va vendre la seva meitat del comtat de Pondo i annexes el novembre del 1600 per 13.000 escuts a Gian Francesco Aldobrandini i es va reservar 1/10 del feu.
Capità de l'exèrcit imperial (1596), de l'exèrcit del Papa a les ordres del duc de Laterà, i al començament del segle xvii de Venecià; fou governador venecià de Legnano 
Va morir a Legnano el 1628. Es va casar el 1625 amb Elisabetta Bontacchio, bresciana, i només va deixar dos fills naturals (Jacopo i Olímpia).